# Федорівське (Синельниківський район)
Фе́дорівське — село в Україні, в Синельниківському районі Дніпропетровської області. Входить до складу Новопавлівської сільської громади Населення становить 170 осіб. 

## Історія
До 2016 року орган місцевого самоврядування — Богданівська сільська рада.
12 червня 2020 року, відповідно до розпорядження Кабінету Міністрів України № 709-р від «Про визначення адміністративних центрів та затвердження територій територіальних громад Дніпропетровської області», увійшло до складу Новопавлівської сільської громади.
19 липня 2020 року, в результаті адміністративно-територіальної реформи і ліквідації Межівського району, село увійшло до складу новоутвореного Синельниківського району.

## Географія
Село Федорівське знаходиться на відстані 1 км від лівого берега річки Кам'янка, за 5 км від села Антонівське. Річка в цьому місці пересихає, на ній зроблена велика загата.

## Відомі люди
- Костиря Іван Сергійович — український письменник.